# Spatial datawarehouse
Een spatial datawarehouse is een datawarehouse waarin geografische gegevens verwerkt, vaak afkomstig uit een geografisch informatiesysteem. Administratieve gegevens kunnen op deze manier aan een punt op een kaart worden geprojecteerd, zodat geografische georiënteerde visualisatie mogelijk is. Om geografische gegevens in de database in te voeren, die wordt opgezet, moet de database behalve de gebruikelijke numerieke en alfanumerieke gegevens ook geografische gegevens kunnen opslaan. Een voorbeeld van een database die dit doet is de Oracle Database.